# اریک فن دیلن
 اریک فن دیلن (انگلیسی: Erik van Dillen؛ زادهٔ ۲۱ فوریهٔ ۱۹۵۱) یک تنیس‌باز اهل ایالات متحده آمریکا است.